# Napaeus isletae
Napaeus isletae is een slakkensoort uit de familie van de Enidae. De wetenschappelijke naam van de soort is voor het eerst geldig gepubliceerd in 1992 door Groh & Ibanez.